# هنری توماسی
هنری توماسی (انگلیسی: Henri Tomasi; ۱۷ اوت ۱۹۰۱ – ۱۳ ژانویهٔ ۱۹۷۱) رهبر (موسیقی)، آهنگساز، و طراح رقص اهل فرانسه بود.